# Mecodina chionopasta
Mecodina chionopasta là một loài bướm đêm trong họ Erebidae.